# Kamen Rider The Next
Kamen Rider The Next (仮 面 ラ イ ダ ー THE NEXT, Kamen Raidā Za Nekusuto, Masked Rider: The Next) là một bộ phim siêu anh hùng tokusatsu của Nhật Bản năm 2007 do Ryuta Tasaki đạo diễn và Toshiki Inoue viết kịch bản. Bộ phim được phát hành vào ngày 27 tháng 10 năm 2007. Nội dung được lấy từ bộ phim Kamen Rider V3 và là phần tiếp theo của bộ phim Kamen Rider The First. Nam diễn viên Kazuki Kato, người trước đây đã đóng vai Daisuke Kazama / Kamen Rider Drake trong Kamen Rider Kabuto, đã đóng vai Shiro Kazami / Kamen Rider V3. Cả Masaya Kikawada và Hassei Takano đều lần lượt đảm nhận vai Takeshi Hongo / Kamen Rider 1 và Hayato Ichimonji / Kamen Rider 2..

## Nội dung
Hai năm sau sự kiện của Kamen Rider the First, một loạt vụ giết người kỳ lạ xảy ra. Trong khi đó, Takeshi Hongo đã trở thành một giáo viên trung học với một lớp học rắc rối cùng một học sinh đặc biệt. Vào thời điểm Hongo tìm thấy Chiharu đang hấp hối, họ biết rằng cô ấy là một kẻ mạo danh khi Shocker Inhumanoid Chainsaw Lizard đến cùng với sáu Shocker Rider để thực hiện nhiệm vụ xử tử Hongo, buộc anh ta phải lộ diện với cái tên Kamen Rider 1 đến Kotomi trước khi thoát khỏi những kẻ săn lùng của mình. Cùng lúc đó, Hayato Ichimonji được cho là vẫn còn sống nhưng đang dần suy yếu do cơ thể từ chối những thay đổi điều khiển đã tạo nên Kamen Rider 2.

## Nhân vật

### Riders
- Kamen Rider 1
- Kamen Rider 2
- Kamen Rider V3

### Phản diện
- The Great Leader of Shocker
- Scissors Jaguar (シザースジャガー Shizāsu Jagā?)
- Chainsaw Lizard (チェーンソーリザード Chēnsō Rizādo?)
- Shocker Riders (ショッカーライダー Shokkā Raidā?)

## Diễn viên
- Masaya Kikawada vai Takeshi Hongo
- Hassei Takano vai Hayato Ichimonji
- Kazuki Kato vai Shiro Kazami
- Miku Ishida vai Kotomi Kikuma
- Erika Mori vai Chiharu Kazami
- Gorō Naya vai The Great Leader of Shocker (voice)
- Tomorowo Taguchi vai Scissors Jaguar
- Rie Mashiko vai Chainsaw Lizard
- Shinji Rokkaku vai Yamazaki
- Takako Miki
- Kyusaku Shimada vai Shindou
- Yôsuke Saitô [ja] vai Vice-Principal
- Katsumi Shiono vai Shocker Combatmen/Shocker Riders

## Âm nhạc
- "Chosen Soldier"
  - Lyrics & Artist: ISSA
  - Composition: Daisuke Imai (今井 大介 Imai Daisuke?)
- "Platinum Smile"
  - Lyrics & Artist: Riyu Kosaka
  - Composition: LOVE+HATE